# Gerson Izaguirre
Gerson David Izaguirre Rangel (* 3. August 1995) ist ein venezolanischer Leichtathlet, der sich auf den Zehnkampf spezialisiert hat.

## Sportliche Laufbahn
Erste internationale Erfahrungen sammelte Gerson Izaguirre im Jahr 2016, als er bei den Ibero-Amerikanischen Meisterschaften in Rio de Janeiro mit 6538 Punkten den vierten Platz belegte. Im Jahr darauf belegte er bei den Juegos Bolivarianos in Santa Marta in 14,37 s den fünften Platz im 110-Meter-Hürdenlauf und brachte im Stabhochsprung keinen gültigen Versuch zustande. Zudem wurde er mit 7,01 m Neunter im Weitsprung. 2018 nahm er an den Südamerikaspielen in Cochabamba teil und wurde dort mit 7287 Punkten Vierter. Im Jahr darauf gewann er bei den Südamerikameisterschaften in Lima mit 7302 Punkten die Silbermedaille hinter seinem Landsmann Georni Jaramillo und anschließend erreichte er bei den Panamerikanischen Spielen ebendort mit 7415 Punkten Rang vier. 2021 wurde er dann bei den Südamerikameisterschaften in Guayaquil mit 7586 Punkten Vierter. Im Jahr darauf siegte er mit 7827 Punkten bei den Ibero-Amerikanischen Meisterschaften in La Nucia und gewann anschließend bei den Juegos Bolivarianos in Valledupar mit 7731 Punkten dei Silbermedaille hinter dem Ecuadorianer Andy Preciado. Im Oktober gewann er dann bei den Südamerikaspielen in Asunción mit 7449 Punkten die Bronzemedaille hinter dem Brasilianer Felipe dos Santos und Andy Preciado aus Ecuador.
2023 belegte er bei den Zentralamerika- und Karibikspielen in San Salvador mit 7596 Punkten den sechsten Platz und gewann anschließend bei den Südamerikameisterschaften in São Paulo mit 7691 Punkten die Bronzemedaille hinter dem Brasilianer José Santana und Santiago Ford aus Chile. Ende Oktober belegte er bei den Panamerikanischen Spielen in Santiago de Chile mit 7271 Punkten den siebten Platz. Im Jahr darauf gewann er bei den Hallensüdamerikameisterschaften in Cochabamba mit 5644 Punkten die Silbermedaille im Siebenkampf hinter dem Brasilianer Santana und 2025 sicherte er sich bei den Hallensüdamerikameisterschaften ebendort mit 5070 Punkten die Bronzemedaille hinter den Brasilianern Santana und Pedro de Oliveira. Zudem belegte er in 8,05 s den fünften Platz über 60 m Hürden. Ende April gewann er bei den Südamerikameisterschaften in Mar del Plata mit 7273 Punkten die Silbermedaille im Zehnkampf hinter dem Brasilianer José Santana und gelangte über 110 m Hürden mit 14,41 s auf Rang fünf. 
2016 wurde Izaguirre venezolanischer Meister im Zehnkampf.

## Persönliche Bestleistungen
- 110 m Hürden: 13,82 s (+1,4 m/s), 26. Mai 2024 in Castelló de la Plana
  - 60 m Hürden (Halle): 7,92 s, 29. Januar 2023 in Aubière (venezolanischer Rekord)
- Weitsprung: 7,41 m (+1,0 m/s), 1. Juni 2022 in Vigo
- Zehnkampf: 7827 Punkte, 21. Mai 2022 in La Nucia
  - Siebenkampf: 5680 Punkte, 17. Februar 2024 in Ourense (venezolanischer Rekord)